# 제시 로이스 랜디스
제시 로이스 랜디스 (Jessie Royce Landis, 1904년 11월 25일~1972년 2월 2일)는 미국의 배우이다.

## 생애
제시 로이스 랜디스는 1904년 11월 25일에 일리노이주 시카고에서 오케스트라 연주가의 딸로 태어났다. 그녀는 연극 배우로 많이 활동하였는데 영화에서는 앨프리드 히치콕 감독의 《북북서로 진로를 돌려라》, 《나는 결백하다》에서 조연으로 출연하였다. 랜디스는 1972년 2월 2일에 암으로 사망하였다.

## 에피소드
- 《북북서로 진로를 돌려라》에서 랜디스는 캐리 그랜트의 어머니로 나온다. 그러나 사실 캐리 그랜트와 랜디스는 동갑이다.

## 영화 목록
- 《벨베데르씨 대학에 가다》 (1949)
- 《이것은 언제나 봄에 일어난다》 (1949)
- 《나의 바보같은 마음》 (1949)
- 《나는 결백하다》 (1955)
- 《백조》 (1956)
- 《내 남자 갓프리》 (1957)
- 《나는 여자와 결혼했다》 (1958)
- 《북북서로 진로를 돌려라》 (1959)
- 《굿바이 어게인》 (1961)
- 《보이즈 나이트 아웃》 (1962)
- 《비평가의 선택》 (1963)
- 《지드제트 로마에 가다》 (1963)
- 《에어포트》 (1970)